# Asota diluta
Asota diluta är en fjärilsart som beskrevs av Rothschild 1897. Asota diluta ingår i släktet Asota och familjen nattflyn. Inga underarter finns listade i Catalogue of Life.